# 삭녕 최씨
삭녕 최씨(朔寧崔氏)는 지금의 대한민국 경기도 연천군과 조선민주주의인민공화국 강원도 철원군, 개성시 장풍군에 걸쳐 있는 옛 삭녕 지역을 관향으로 하는 한국의 성씨이다.

## 역사
시조 최천로(崔天老)는 고려 때 문하시랑평장사(門下侍郞平章事)를 지냈다고 한다. 시조가 대대로 살던 곳은 강원도 철원군 마장면 대전리 괴음촌이며, 현재는 조선민주주의인민공화국 강원도 철원군에 위치하고 있다.
최천로(崔天老)의 후손 중시조(中始祖) 최유가(崔瑜賈:價)는 고려시대 1169년 기축방(己丑榜) 문과(文科)에 급제(及第)하여 국자감대사성(國子監大司成), 추밀원부사(樞密院副使), 추밀원사(樞密院使)를 거쳐 참지정사(知政事)를 지냈고 문하시랑평장사(門下侍郞平章事)에 올랐다.
최유가 전후 중간 세계가 전해지지 않아 상고할 수 없으므로 친어모군낭장(親禦侮軍郎將) 최선보(崔善甫)를 1세조로 하는 낭장공파(郎將公派)와 함경전부사(含慶殿副使) 최연(崔珚)을 1세조로 하는 부사공파(副使公派)의 두 계통이 존재한다.
삭녕 최씨는 조선시대 문과 급제자 33명, 영의정 2명을 배출하였다.

## 본관
삭녕(朔寧)은 경기도 연천군(漣川郡)과 강원도 철원군(鐵原郡) 일부지역에 위치했던 지명이다. 고구려 때에 소읍두현(所邑豆縣)이라 불리다가 757년(신라 경덕왕 16)에 삭읍(朔邑)으로 개칭되어 토산군(兎山郡)의 영현이 되었다. 940년(고려 태조 23)에 삭녕으로 이름을 바꾸고, 1018년(현종 9)에는 동주(東州: 鐵原)에 병합되었다가 1107년(예종 2)에 승령현(僧嶺縣)으로 이속되었다. 1413년(태종 14)에 지군사(知郡事)로 승격하여 승령현을 병합하였고, 1414년에 안협현(安峽縣)을 합쳐서 안삭군(安朔郡)이 되었다. 1416년에는 안협현을 분리하여 부활시키고 삭녕군으로 개편되었다. 1896년에 경기도 삭녕군이 되었다. 1914년 삭녕군이 폐지되어 내문면(內文面), 인목면(寅目面), 마장면(馬場面)은 강원도 철원군에 속하였고, 나머지는 연천군에 병합되었다

## 인물
- 최사유(崔士柔, 1372년 ~ 1458년) : 증조부는 최선보(崔善甫), 조부는 최충(崔忠)이고, 아버지는 호조전서(戶曹典書) 최윤문(崔潤文)이며, 어머니는 함종 어씨 어백유(魚白游)의 딸이다. 1399년(정종 1) 생원시·진사시에 모두 합격하고 1402년(태종 2) 식년문과에 병과로 급제하였다. 1409년 춘추관기사관(春秋館記事官), 1414년 장흥고사(長興庫使), 1432년(세종 14) 사간원좌헌납을 지냈다. 1455년 좌익원종공신(佐翼原從功臣) 2등(二等)에 녹훈되었다. 수직(壽職)으로 통정대부(通政大夫)에 올랐다.
- 최민(崔岷) : 태종(太宗) 5년(1405년) 을유(乙酉) 식년시(式年試) 동진사(同進士) 7위로 문과에 급제하여 1421년 의금부 도사(義禁府都事), 1423년 의금부 지사(義禁府知事), 1425년 나주판관(羅州判官), 1451년 도관 정랑(都官正郞), 군수(郡守)를 역임하였다.
- 최항(崔恒, 1409년 ~ 1474년) : 최사유의 아들. 1434년(세종 16) 알성문과에 장원으로 급제하여 집현전 관원으로서 훈민정음 창제에 참여하였고, 『용비어천가』·『동국정운』·『훈민정음해례』·『경국대전』 등을 찬진하였다. 1467년 우의정, 좌의정을 거쳐 영의정에 올랐고, 1470년(성종 1) 영성부원군(寧城府院君)에 봉해졌으며, 1471년 다시 좌의정이 되었다. 시호는 문정(文靖).
- 최영린(崔永潾, ? ~ ? ) : 자(字)는 천명(泉明) 호(號)는 석포(石圃) 1462년(세조 8) 사마시(司馬試)에 합격하고, 1464년(세조10) 9월 8일에 『의서유취(醫書類聚)』 편찬에 참여한 공으로 이미 행 사헌장령(司憲掌令)을 제수받고, 그 해 11월 23일에는 종부소윤(宗簿少尹)에까지 올랐다. 당시 3품(品) 이상이 과거 시험을 보기 위해서는 3품 고신을 다시 바쳐야 했는데, 세조는 최영린이 통정대부(通政大夫) 고신을 바치려고 하자 그럴 필요가 없다하며 받지 않았다. 의빈부경력(儀賓府經歷)으로 1466년(세조 12) 고성춘시(高城春試) 문과(文科)에 급제(及第)하였다, 1469년(예종 1)에는 사섬시정(司贍寺正)을 역임하였으며, 1470년(성종 1)에는 예문관(藝文館)의 겸관(兼官)으로 차정(差定)되었고, 그 해 9월 16일에는 장례원판결사(掌隷院判決事)의 관직을 제수받았다. 1472년(성종 3) 11월 16일에는 형조참의(刑曹參議)를 지냈고, 1474년(성종 5) 9월 14일에는 해조당상(該曹堂上)을 맡았다.
- 최영호(崔永灝, 1457년世祖 3 ~ 1481년成宗 12, 10月) : 1457(世祖3 天順 1 丁丑)년에 서울 서소문안에서 영의정(領議政)을 지낸 문충:문정(文忠公:文靖公)공 (崔恒)의 차자(次子)로 출생. 총명 절륜하여 장사랑(將仕郞) 藝文館(예문관) 한림(翰林)을 지내고 1477(성종 8 成化13 丁酉)년 21세 때 식년시(式年試) 춘당대시(春塘臺試) 문과(文科)에 병과1위(丙科一位)11위 소년급제(少年及第)하였다. 특명(特命)으로 사제감정(司宰監正)에 제수되고 이어서 사도시정(司導寺正)을 거쳐 사옹원정(司饔院正)에 전임되었다. 경차관(敬差官:判事 왕명으로 지방에 파견하는 특수직책으로 전곡(田穀)의 손실을 조사하고 민정을 살피는 임무)으로 경상남도(慶尙南道) 고성(固城) 임지(任地)에서 급병을 얻어 1481(成宗12)년 10월에 25세의 젊은 나이에 서거(逝去)하자 성종대왕과 대신들까지 조야(朝野)에서 그의 문재(文才)를 애석해 하였으며 후에 퇴계 이황(退溪 李滉) 선생도 "재능문고(才能文高)한 공(公)이 큰 뜻을 펴지 못하여 사람마다 애통(哀痛)"해 했다고 전(傳)한다. 조정(朝廷)에서는 증숭정대부 의정부 좌찬성겸 지경연 홍문관예문관대제학 성균관사 판의금부사 세자이사(贈崇政大夫 議政府 左贊成兼 知經筵 弘文館藝文館大提學 成均館事 判義禁府事 世子貳師)에 증직(贈職) 되었다. 묘(墓)는 경기도 파주시 월롱면 영태리 둔전골에 임좌(壬坐)로 있으며 묘비가 있다.
- 최수언(崔秀彦, 1475년 ~ 1517년) : 자(字)는 온(溫) 중종조(中宗朝) 문인(文人)으로 진사(進士)에 급제하여 예문관 한림(藝文館 翰林)을 거쳐 홍문관 응교(弘文館 應敎)를 역임하고 이조판서(吏曹判書)에 올라 지승문원사(知承文院事), 지경연사(知經筵事), 지춘추관사(知春秋館事)를 겸임하였다. 이 후 영의정(領議政)에 증직(贈職) 되었다
- 최흥원(崔興源, 1529년 ∼ 1603년) : 최항의 증손. 1568년(선조 1) 증광문과에 병과로 급제하고, 우의정·좌의정을 거쳐 영의정을 역임하였다. 영평부원군(寧平府院君)에 봉해졌고, 청백리(淸白吏)에 녹선(錄選) 되었으며, 1604년 호성공신(扈聖功臣) 2등에 추록되었다. 1605년 선무원종공신(宣武原從功臣) 1등으로 녹선(錄選)되었다. 시호는 충정(忠貞)이다.
- 최치옹(崔致翁, 1635년 ~ 1683년) : 1660년(현종 1) 식년문과에 갑과로 급제하고, 옥구현감을 거쳐 사헌부지평을 지냈다. 글씨를 잘 써서 전라남도 순천 송광사(松廣寺)에 「보조국사감로탑비문(普照國師甘露塔碑文)」이 전한다.
- 최한기(崔漢綺, 1803년 ~ 1877년) : 최항의 방계혈족이며, 최사렴(崔士廉)의 후손이다. 조선 말기의 실학자.
- 최병직(崔炳直 1864년 ~ 1942년, 1894년 식년시 4월 15일 試券, 5월 紅牌 記錄), 이명(異名) 崔秉直(국조방목 國朝榜目 卷之十三 記錄) 조선 말기의 문신이다. 자는 원중(元中) 호는 성전(星田) 조선 말기의 문신, 남원 이백 출신, 최항의 16대손. 그의 고조부는 1726년(영조 2)에 남원 이백면 옹금마을 삭녕 최씨 집안에서 그 재실에 설립한 고암재(서당)의 훈장을 지낸 진사 최상익(崔祥翼)이다. 증조부는 관효(觀孝), 조부는 우순(遇順), 부친은 의금부도사를 지낸 선구(璇九)이다. 최병직은 광서 20년(光緖二十年) 고종31년 갑오년(高宗甲午年) 창경궁(昌慶宮) 춘당대(春塘臺)에서 치러진 조선의 마지막 식년시에서 문과 갑과 2위 급제(甲科 2位)하였다(1894년 4월 15일). 이후 한림(翰林)으로 봉상시직장(奉常寺直長)을 거처 융희원년(隆熙元年) 비서감랑(祕書監郞)에 임명되었으며(1907년 9월 19일), 통훈대부(通訓大夫)에 올라 세자시강원(世子侍講院) 시강(侍講)을 지냈다.

## 조선 왕실과의 인척 관계
- 문평군(태조 이복 조카 완천군의 양손자)비 군부인 삭녕 최씨
- 경평군(선조의 서자)정비 군부인 삭녕 최씨
- 화춘군(선조 서자 인성군의 손자)비 삭녕 최씨
- 서평군(선조 증손 인평군의 양자)정비 군부인 삭녕 최씨

## 항렬자

### 낭장공파
19世 우(遇), 20世 구(九), 21世 병(炳), 22世 우(宇), 23世 성(成), 24世 범(範), 25世 강(康), 26世 신(新), 27世 성(聖), 28世 규(揆)

### 통일항렬
25世 현(鉉), 26世 수(洙), 27世 상(相), 28世 환(桓), 29世 섭(燮), 30世 재(載), 31世 승(丞), 32世 운(雲), 33世 춘(春), 34世 헌(憲), 35世 오(梧), 36世 경(京), 37世 순(純), 38世 용(容), 39世 원(元), 40世 탁(卓),

## 집성촌
- 강원특별자치도 원주시 지정면 간현리
- 경기도 광주시 퇴촌면 도마리
- 경상남도 사천시 사남면
- 경상남도 사천시 사천읍
- 경상남도 사천시 정동면
- 경상남도 진주시 진성면
- 전라남도 구례군 용방면 신도리
- 전북특별자치도 남원시 사매면 계수리
- 전북특별자치도 남원시 이백면 효기리
- 전북특별자치도 군산시 성산면 고봉리
- 전북특별자치도 완주군 이서면 신풍리
- 전북특별자치도 임실군 삼계면 신정리
- 전북특별자치도 정읍시 옹동면 산성리
- 경기도 김포시 양촌면 학운3리

## 인구
- 1985년 9,027가구 37,872명
- 2000년 12,055가구 38,736명
- 2015년 58,142명